# Думітру Челядник
Думітру Челядник (рум. Dumitru Celeadnic, нар. 23 квітня 1992, Кагул, Молдова) — молдовський футболіст, воротар клубу «Шериф».

## Клубна кар'єра
Думітру Челядник почав займатися футболом у молодіжній команді столичної «Дачії». У 2012 році воротар перейшов до клубу «Сперанца». де й дебютував на дорослому рівні. Через два роки Челядник повернувся до складу «Дачії» але в основі клуб не зміг закріпитися і деякий час грав в оренді у тираспольському «Динамо-Авто».
У 2017 році Челядник перейшов до клубу «Петрокуб», у складі якого ставав призером чемпіонату Молдови.
З 2019 року Думітру Челядник є гравцем тираспольского «Шерифа».

## Збірна
У лютому 2019 року Думітру Челядник дебютував у складі національної збірної Молдови.

## Досягнення
Шериф
 Чемпіон Молдови (4): 2019, 2020/21, 2021/22, 2022/23
 Переможець Кубка Молдови (3): 2018/19, 2021/22, 2022/23
 Фіналіст Суперкубка Молдови (2): 2019, 2021